# Circocentro
In geometria, il circocentro è il centro del cerchio circoscritto di un triangolo (detto circumcerchio), o più in generale di un poligono. Si può dimostrare che esso è il punto di incontro degli assi dei lati del triangolo.

## Proprietà
La sua posizione dipende dal tipo di triangolo:
- in un triangolo acutangolo è interno al contorno
- in un triangolo rettangolo corrisponde al punto medio dell'ipotenusa, ovvero si trova sul contorno
- in un triangolo ottusangolo è esterno al contorno.

Il circocentro è equidistante dai vertici del triangolo, ed è il centro della circonferenza circoscritta, da cui il nome del punto.
Fa parte della retta di Eulero, ed è il coniugato isogonale dell'ortocentro.
Denotiamo con {\displaystyle A}, {\displaystyle B}, {\displaystyle C} i tre vertici del triangolo e con {\displaystyle P} il circocentro. Denotiamo con {\displaystyle a}, {\displaystyle b}, {\displaystyle c} le rette contenenti rispettivamente i segmenti {\displaystyle AP}, {\displaystyle BP}, {\displaystyle CP}. Denotiamo con {\displaystyle A_{1}}, {\displaystyle B_{1}}, {\displaystyle C_{1}}, le intersezioni di {\displaystyle a}, {\displaystyle b}, {\displaystyle c} rispettivamente con le rette {\displaystyle BC}, {\displaystyle AC}, {\displaystyle AB}. Allora i punti {\displaystyle A_{1}}, {\displaystyle B_{1}}, {\displaystyle C_{1}} e i punti medi dei lati giacciono tutti sulla medesima conica. In particolare essa sarà:
- un'ellisse per i triangoli acutangoli;
- un cerchio, il cerchio inscritto, nel triangolo equilatero (in questo caso {\displaystyle A=A_{1}}, {\displaystyle B=B_{1}} e {\displaystyle C=C_{1}});
- un'iperbole per i triangoli ottusangoli;
- due rette parallele, di cui una contenente l'ipotenusa, per i triangoli rettangoli.